# Eloise at Christmas time
Eloise at Christmas time is een Amerikaanse familiefilm uit 2003 onder de regie van Kevin Lima. Het is het vervolg op de film Eloise at the Plaza, ook uit 2003. Beide films zijn gebaseerd op de boeken van Kay Thompson. De films gaan over het zesjarige meisje Eloise (Sofia Vassilieva) die samen met haar nanny (Julie Andrews) in een penthouse in het Plaza-hotel in New York woont. Haar moeder zit bijna altijd in het buitenland, en op het einde van de films is ze gedeeltelijk te zien. Eloise is wel bekend bij iedereen in het hotel als een grote deugniet die veel problemen veroorzaakt, maar meestal geliefd bij het personeel.

## Verhaal
Eloise is helemaal in de kerstsfeer, net als het hotel. Zoals iedere dag begint ze de dag met haar ochtendronde, waar ze bijvoorbeeld Mr. Salamone, de hotel-manager,  erop wijst dat ze een persoon ervan verdenkt een spion te zijn. Die persoon blijkt dan later inderdaad een soort van spion te zijn, maar dan één dat goede bedoelingen heeft. Als ze Nanny wekt, besteld ze roomservice, die Bill dan komt brengen. Bill is een kelner van het hotel en de beste vriend van Eloise. Dat komt doordat hij een acteur is en altijd leuke dingen doet met Eloise, zoals na de feesten samen met haar musicalliedjes spelen. Een beetje later gaat ze klagen bij Mr. Peabody, de hotel-eigenaar, omdat ze bang is dat een oude vrouw, Mrs. Thornton,  van op hun verdieping haar schildpad, Skipperdee, zal koken in de soep. Op dat moment komt Rachel Peabody binnen, Rachel is de dochter van Mr. Peabody, en na lange tijd ziet ze hem terug, omdat ze verloofd is met ene Brooks Oliver 3, zogezegd iemand van rijke afkomst. De twee gaan trouwen in het Plaza-hotel op kerstavond. Later gaat Eloise samen met Bill helpen om een zaal klaar te maken voor een feest, als plots Rachel, Brooks en Prunella, de eventcoördinator, binnenkomen. Bill laat van de schrik alles vallen, en zo weet Eloise dat er wat aan de hand is. Die avond vraagt ze uitleg aan de nachthulp Lily. Zij vertelt Eloise dat Rachel en Bill enkele jaren geleden gek waren op elkaar. Maar dat haar vader een kelner niet goed genoeg vond voor haar, dus hij stuurde ze weg naar Europa om te studeren. Ook komt Eloise te weten dat Mrs. Thornton uit het hotel wordt gezet omdat ze het niet meer kan betalen. Dat vindt Eloise verschrikkelijk, ook al is Mrs. Thornton gemeen. Eloise vertrouwt ook Brooks niet, dus ze bespioneert hem op alle mogelijke manieren. En als dat nog niet genoeg is, wil ze ook nog eens Bill en Rachel terug bij elkaar brengen, en daar slaagt ze ook nog goed in. Als Rachel en Brooks dan uiteindelijk trouwen, zegt Rachel dat ze niet wil. Bill stormt de zaal binnen en ze kussen. Ook voor Mrs. Thornton loopt het goed af, want zij kan uiteindelijk toch in het hotel blijven. Op diezelfde kerstavond wordt Brooks opgepakt door de spion, dus ook daar had Eloise gelijk in. De film eindigt met Eloises moeder die binnenkomt in het hotel.

## Rolverdeling
- Eloise - Sofia Vassilieva
- Nanny - Julie Andrews
- Sir Wilkes - Kenneth Welsh
- Rachel Peabody - Sara Topham
- Mr. Peabody - Victor A. Young
- Mr. Salomone - Jeffrey Tambor
- Bill - Gavin Creel
- Maggie - Debra Monk
- Brooks - Rick Roberts
- Mrs. Thornton - Corinne Conley
- Prunella Stickler - Christine Baranski
- Miss Thompson - Tannis Burnett
- Cornelia - Debra McGrath
- Max - Cliff Saunders
- Lily - Arlene Duncan
- Walter de conciërge - Graham Harley
- Patrice - Julian Richings
- Eloises moeder - Donna Feore